# Brandon Beemer
Brandon Richard Beemer (ur. 27 lutego 1980 w Eugene) – amerykański aktor telewizyjny i model pochodzenia niemieckiego i irlandzkiego.

## Życiorys

### Wczesne lata
Urodził się w Eugene w stanie Oregon jako syn Richarda Gene’a „Dicka” Beemera. Początkowo pracował jako kierowca przy lokalnej przechowywalni butelek z Coca-Colą. W 1998, po ukończeniu szkoły średniej Willamette High School w Eugene, przeniósł się do Nowego Jorku. Tam dorabiał jako model i pobierał lekcje aktorstwa. Następnie wyjechał do Los Angeles.

### Kariera
Na dużym ekranie pojawił się po raz pierwszy w horrorze Davida DeCoteau Przymierze (The Brotherhood, 2001). Wystąpił także w serialach: MTV Rozbieranie (Undressed, 2001) i CBS CSI: Kryminalne zagadki Las Vegas (CSI: Crime Scene Investigation, 2003). W 2005 został zaangażowany do roli Setha w operze mydlanej ABC Szpital miejski (General Hospital), a potem zagrał w komedii Marthy Coolidge Dziedziczki (Material Girls, 2006) z Hilary Duff i Anjelicą Huston.
Od 29 września 2006 do 24 marca 2008 roku odtwarzał rolę Shawna-Douglasa Brady’ego w operze mydlanej NBC Dni naszego życia (Days of our Lives). W dniu 2 lipca 2008 roku dołączył do obsady opery mydlanej CBS Moda na sukces (The Bold and the Beautiful) jako Owen Knight.
10 listopada 2015 powrócił do opery mydlanej Dni naszego życia jako Shawn-Douglas Brady.
Od 2000 zaprzyjaźnił się z Lance Bassem, byłym członkiem boysbandu *NSYNC.

## Filmografia

### Filmy
- 2001: Przymierze (The Brotherhood) jako Frat Slob #2
- 2005: Misjonarze - krawaciarze (Suits on the Loose) jako Justin
- 2006: Dziedziczki (Material Girls) jako Mic Rionn
- 2013: Złe gliny (Wrong Cops) jako oficer Brown
- 2017: Dead Trigger – Oddział śmierci (Dead Trigger - Terminal City) jako agent CSU Pierce

### Seriale TV
- 2001: Rozbieranie (Undressed) jako Lucas
- 2003: CSI: Kryminalne zagadki Las Vegas (CSI: Crime Scene Investigation) jako Ross Jenson
- 2005: Szpital miejski (General Hospital) jako Seth
- 2006-: Dni naszego życia (Days of our Lives) jako Shawn-Douglas Brady
- 2008−2012: Moda na sukces (The Bold and The Beautiful) jako Owen Knight
- 2011: CSI: Kryminalne zagadki Miami (CSI: Miami) jako Derek Vaughn
- 2018: Tajne akcje CIA (The Agency) jako Jason